# Joaquim de Sousa Lobo
Joaquim de Sousa Lobo (Desterro, 13 de agosto de 1832 — Desterro, 13 de março de 1913) foi um político brasileiro.

## Biografia
Filho de José de Sousa Lobo e de Ana Bernardina da Silva França Lobo. Casou com Adelaide Coimbra Lobo.
Foi deputado à Assembleia Legislativa Provincial de Santa Catarina na 23ª legislatura (1880 — 1881), na 24ª legislatura (1882 — 1883), e na 25ª legislatura (1884 — 1885).
Como presidente da Câmara Municipal, governou o município de São José de 2 de agosto de 1869 a 12 de junho de 1872